# يو لي
يو لي (بالصينية: 于乐) (26 فبراير 1985 ببكين في الصين - ) هو لاعب كرة قدم صيني في مركز الهجوم. لعب مع نادي هينان جيانيي ونادي شنجن.

## وصلات خارجية
- يو لي على موقع قاعدة بيانات كرة القدم.إي يو (الإنجليزية)